# Taterillus arenarius
Taterillus arenarius — вид гризунів, поширених у Мавританії та, можливо, у Малі та Нігері. Його природним середовищем існування є сухі савани та субтропічні або тропічні сухі чагарники.

## Морфологічні особливості
Це піщанка середнього розміру з довжиною голови та тулуба від 113 до 142 мм, довжиною хвоста від 141 до 155 мм і вагою від 28 до 66 г. Має задні лапи довжиною 29–32 мм і вуха 20–23 мм. Верх пісочного кольору чітко відокремлена від білого низу. Taterillus arenarius має добре запушений хвіст із довгою китицею чорного або темно-коричневого волосся на кінчику. Нижній бік лап безволоса. Самиці мають вісім сосків.

## Спосіб життя
Зразки ведуть нічний спосіб життя і, ймовірно, харчуються насінням рослин.